# NGC 694
NGC 694 is een lensvormig sterrenstelsel in het sterrenbeeld Ram. Het hemelobject werd op 2 december 1861 ontdekt door de Duits-Deense astronoom Heinrich Louis d'Arrest.

## Jong sterrenstelsel
In James D. Wray's The Color Atlas of Galaxies is het object NGC 694 beschreven als een stelsel waar amper een oude sterrenpopulatie aanwezig is. Het centrale gedeelte, waar zich gewoonlijk de oudste en meest roodkleurige sterren bevinden, is bijna geheel in beslag genomen door jonge hete blauwwitte sterren. NGC 694 bevindt zich, vanaf de aarde gezien, een derde van een graad ten zuidoosten van de dubbelster Σ 174 (1 Arietis).

## Synoniemen
- PGC 6816
- UGC 1310
- IRAS01481+2144
- MCG 4-5-20
- ZWG 482.24
- MK 363
- 5ZW 122